# مرقع گلشن

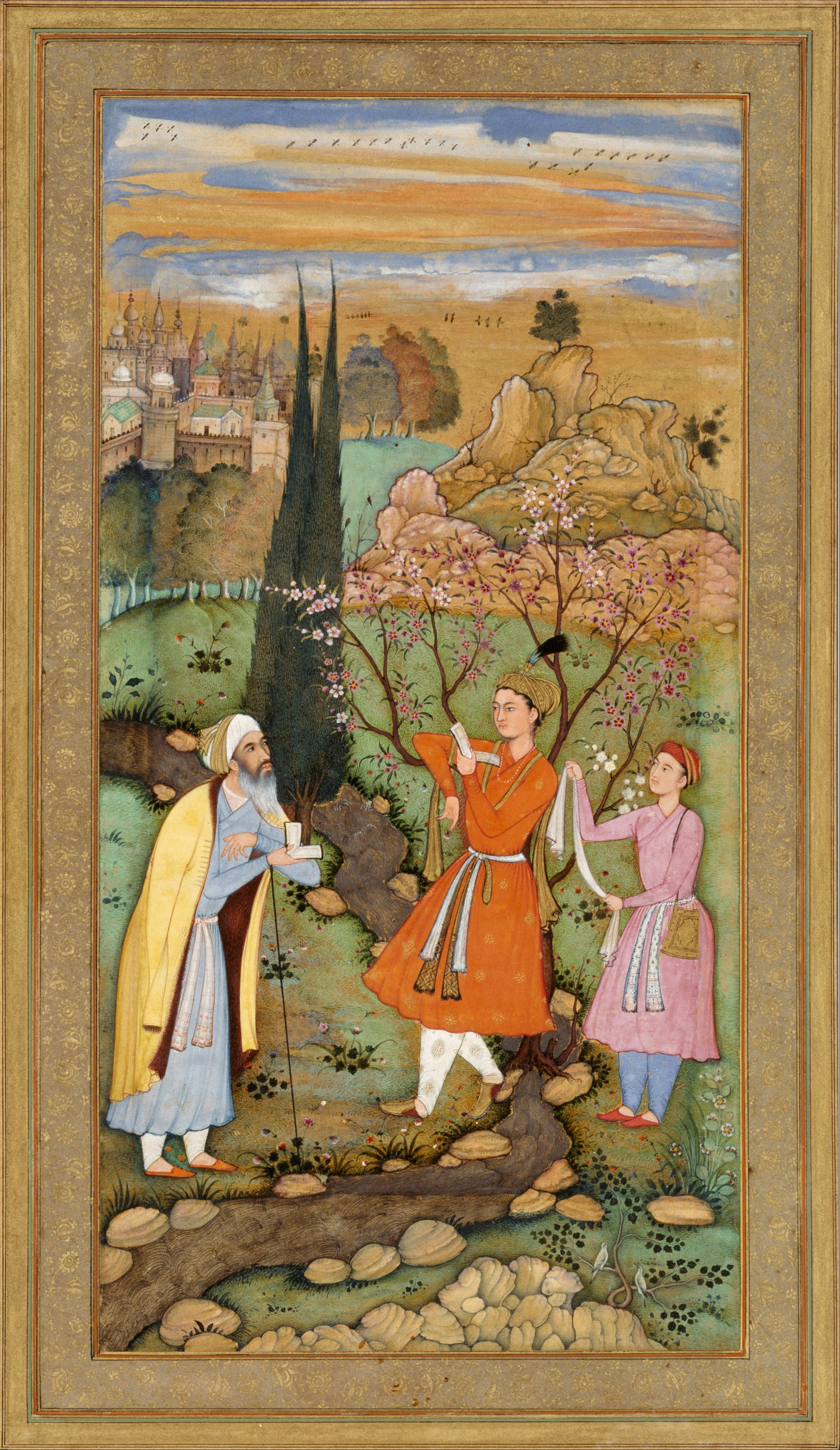
اثری از دیباچهٔ مُرقَّع گُلشن، حاوی حکایت شاعر و شاهزاده، اثر سلیم قلی، از هنرمندان طراز اول دربار گورکانی. این اثر اکنون در مالکیت موزه هنر نلسون اتکینز قرار دارد.

مرقع گلشن مجموعه‌ای است از هنر ظریف نقاشی و خوشنویسی از مکتب هند و ایرانی که سرشار از ذوق و هنر هنرمندان ایرانی و هندی است که به خواست و دستور جهانگیر پادشاه سلسلهٔ گورکانی هند میان سال‌های ۱۰۱۴ تا ۱۰۳۹ هـ. ق در دورهٔ هنر درخشان هند و ایرانی پدید آمده‌است. در این مرقع نمونهٔ عالی‌ترین نوع هنرهای ایرانی نظیر نقاشی، خوشنویسی، تذهیب، ترصیع، تشعیر، تصویر و تجلید دیده می‌شود.
مرقع گلشن و مرقع گلستان که امروزه بدان پیوست است، یکی از مهم‌ترین مرقع‌هایی است که امروزه به دست ما رسیده‌است. این مرقع در زمانی نامعلوم به ایران و به دربار قاجاریان منتقل شد و در تملک ناصرالدین‌شاه قرار گرفت. شاید بر اثر کشاکش دوران در قرن یازدهم به ایران رسیده باشد و در اواخر قرن سیزدهم زمان ولیعهدی ناصرالدین‌شاه در کتابخانهٔ شاهنشاهی به ثبت رسیده‌است. انتقال این مرقع به دربار ناصری، موجب محفوظ ماندن نسبی آن شد. بخشی از تاریخچهٔ این مرقع نیز در ۱۵۰ سال اخیر در کاخ گلستان و موزهٔ هنرهای تزئینی ایران گذشته‌است، که اسناد و شواهد آن در دست است. وجه تسمیهٔ مرقع گلشن و نیز علت و تاریخ ترکیب شدن آن با صفحات مرقع گلستان معلوم نیست.
بنا به ادعای بدری آتابای مرقع گلشن توسط نادرشاه افشار از هند به ایران آمد تا اینکه در زمان فتحعلی شاه قاجار چند برگ آن از کتابخانه سلطنتی خارج شد. در زمان محمدرضا پهلوی چند قطعه باقیمانده آن که در دست برخی از خانواده قاجار مانده بود خریداری شد و نزد نسخه اصلش برگشت.
کاتب دیباچه و خاتمت مرقع گلشن و گلستان ظاهراً نستعلیق‌نویس مشهور دربار جهانگیر، مولانا محمدحسین کشمیری زرین‌قلم بوده‌است اما زمان آغاز و انجام مرقع گلشن در اختیار کتابخانهٔ کاخ گلستان نیست.
بیشتر اوراق این مرقع اکنون در کتابخانهٔ کاخ موزهٔ گلستان در تهران نگهداری می‌شود. برگه‌های موجود مرقع گلشن در کتابخانهٔ کاخ گلستان مشتمل است بر ده‌ها قطعه نگارهٔ هند و ایرانی از مناظر و مجالس و چهره‌ها و حکایت‌ها، شمایل بزرگان، شمایل هنرمندان پدیدآورندهٔ مرقع؛ ده‌ها قطعه خوشنویسی مزیّن و مذهّب؛ چند قطعه شمسه‌سازی مذهّب؛ چند قطعه گراوور از مناظر اروپایی.